# Serie A 1963 (pallanuoto maschile)
La Serie A 1963 fu la 44ª edizione della massima serie del campionato italiano di pallanuoto maschile. La Canottieri Napoli vinse il suo terzo titolo italiano interrompendo quattro anni di dominio in campionato della Pro Recco.

## Classifica finale
|  |    | Classifica 1963   | Pt | G  | V  | N | P  | GF | GS |
|  | -- | ----------------- | -- | -- | -- | - | -- | -- | -- |
|  | 1. | Canottieri Napoli | 23 | 14 | 10 | 3 | 1  | 54 | 39 |
|  | 2. | Pro Recco         | 22 | 14 | 10 | 2 | 2  | 62 | 37 |
|  | 3. | Lazio             | 15 | 14 | 7  | 1 | 6  | 39 | 33 |
|  | 4. | Pegli             | 14 | 14 | 6  | 2 | 6  | 51 | 50 |
|  | 5. | Napoli            | 14 | 14 | 7  | 0 | 7  | 41 | 44 |
|  | 6. | Florentia         | 14 | 14 | 4  | 1 | 9  | 31 | 50 |
|  | 7. | Roma              | 10 | 14 | 4  | 1 | 9  | 22 | 47 |
|  | 8. | Nervi             | 2  | 14 | 3  | 0 | 11 | 30 | 40 |

## Verdetti
- Canottieri Napoli Campione d'Italia
- Roma e Nervi retrocesse in Serie B